# 弗蘭科·多納托
弗蘭科·多納托（Franco Donato，1981年9月8日—）是一名埃及射擊運動員，主攻定向飛靶項目。他曾獲得非洲射擊錦標賽男子定向飛靶冠軍。

## 外部連結
- ISSF （页面存档备份，存于）